# .ca
.ca es el dominio de nivel superior geográfico (ccTLD) para Canadá.

## Requisitos
Para registrar un dominio .ca debe cumplir alguno de los siguientes requisitos establecidos:
- Ser ciudadano canadiense mayor de edad.
- Ser residente permanente en Canadá.
- Ser una organización canadiense legalmente reconocida.
- Ser Inuit, nativo del Canadá u otro tipo de indígena.
- pertenecer a un grupo indio establecido en el Acta india de Canadá.
- Ser un residente extranjero en Canadá que tiene una marca canadiense registrada.
- Ser una organización gubernamental.

## Otras características
Existen dominios de registro de segundo nivel (por ejemplo .edu.ca) y de tercer nivel, para alguno de los dominios geográficos definidos (como .ab.ca).
El nombre del dominio fue asignado originalmente por Jon Postel y John Demco de la Universidad de Columbia (UBC) en 1988.
En 1997, en la conferencia anual canadiense de Internet en  Halifax, Nueva Escocia, la comunidad internauta canadiense, con miras a liberalizar los procedimientos de matrícula y reducir los plazos, decidieron emprender la reforma de registro del .ca.

## Dominios de tercer nivel (provinciales) y de cuarto nivel (municipales)
Anteriormente, en el registro UBC se daba preferencia a los nombres de cuarto nivel (por ejemplo, city.toronto.on.ca) para organizaciones puramente locales o a los nombres de tercer nivel para organizaciones que operaban exclusivamente dentro de una sola provincia. Las empresas registradas a nivel nacional podían tener el dominio .ca, mientras que a las empresas registradas a nivel provincial se les requería usar las siglas de su provincia, por ejemplo, .mb.ca. Solo las empresas que operaban en dos o más provincias generalmente se registraban directamente en la zona .ca; esta estructura compleja (y las largas demoras en el registro en la zona .ca) hicieron que muchas empresas canadienses prefirieran registrarse en las zonas .com, .org y .net, a pesar de su mayor costo en aquel entonces.
Actualmente, cualquiera de las partes mencionadas puede registrar un dominio con el nombre de su elección, seguido inmediatamente de .ca. CIRA suspendió la aceptación de nuevos registros de dominios de tercer nivel el 12 de octubre de 2010, citando la complejidad del registro y el bajo número de nuevos dominios de tercer nivel como razones del cambio.
Canadá (.ca) es el líder indiscutible en América del Norte con 3,38 millones de dominios, siendo la tasa más alta de adopción de un ccTLD per cápita en el mundo. La gran mayoría de las empresas canadienses eligen .ca para demostrar actividad local y obtener beneficios en la optimización para motores de búsqueda en Canadá.
Los nombres de dominio internacionalizados (IDN) se introdujeron en enero de 2013 con un conjunto limitado de caracteres (é, ë, ê, è, â, à, æ, ô, œ, ù, û, ü, ç, î, ï, ÿ) para permitir texto en francés con signos diacríticos. Los nombres que difieren solo en los signos diacríticos (por ejemplo, metro.ca y métro.ca) deben tener el mismo propietario y el mismo registrador. Los nombres de dominio que comienzan con los cuatro caracteres xn-- no están disponibles para registro salvo esta excepción. La longitud debe ser de 2 a 63 caracteres, incluyendo el prefijo xn-- para los nombres de dominio internacionalizados.
Los nombres que coinciden con nombres de dominios de nivel superior existentes de tres letras (por ejemplo, .com.ca) o con el código del país de primer nivel de Canadá (.ca) están reservados y por lo tanto no disponibles para nuevos registros. Algunos insultos no se aceptan como nombres. Los nombres municipales de ciudades y localidades individuales de Canadá también están reservados en todo el país, junto con village.ca, hamlet.ca, town.ca, city.ca, ville.ca y los nombres de las provincias canadienses.